# Вілійська сільська рада (Шумський район)
Ві́лійська сільська́ ра́да — адміністративно-територіальна одиниця та орган місцевого самоврядування в Шумському районі Тернопільської області. Адміністративний центр — село Вілія.

## Загальні відомості
- Територія ради: 39,913 км²
- Населення ради: 1 345 осіб (станом на 2001 рік)
- Територією ради протікає річка Вілія

## Населені пункти
Сільській раді були підпорядковані населені пункти:
- с. Вілія
- с. Новосілка
- с. Тетильківці

## Склад ради
Рада складалася з 12 депутатів та голови.
- Голова ради: Нагорний Василь Соловейович
- Секретар ради: Присяжнюк Ольга Степанівна

### Керівний склад попередніх скликань
| Прізвище, ім'я, по батькові | Основні відомості                                                        | Дата обрання | Дата звільнення |
| --------------------------- | ------------------------------------------------------------------------ | ------------ | --------------- |
| Лукащук Марія Андріївна     | Сільський голова, 1959 року народження, член Української Народної Партії | 26.03.2006   | 31.10.2010      |
| Солошенко Ігор Васильович   | Сільський голова, 1956 року народження, освіта вища, безпартійний        | 31.10.2010   | 12.10.2015      |
| Нагорний Василь Соловейович | Сільський голова, 1959 року народження, середня спеціальна, безпартійний | 12.11.2015   |                 |

Примітка: таблиця складена за даними сайту Верховної Ради України

### Депутати
За результатами місцевих виборів 2010 року депутатами ради стали:

#### За суб'єктами висування
| Суб'єкт висування | Кількість обраних депутатів | %   |
| ----------------- | --------------------------- | --- |
| Самовисування     | 12                          | 100 |

#### За округами
| № округу | Прізвище, ім'я, по батькові     | Дата визнання обраним | Освіта             | Партійна приналежність | Відомості про обраного депутата                            |
| -------- | ------------------------------- | --------------------- | ------------------ | ---------------------- | ---------------------------------------------------------- |
| 4        | Гапончук Ольга Кузьмівна        | 12.11.2015            | середня спеціальна | позапартійна           | фельдшерсько-акушерський пункт с. Вілія, завідувачка       |
| 9        | Гнена Світлана Іванівна         | 12.11.2015            | середня            | позапартійна           | Шумський територіальний центр, соціальний робітник         |
| 12       | Півень Ія Іванівна              | 12.11.2015            | середня спеціальна | позапартійна           | фельдшерсько-акушерський пункт с. Тетильківці, завідувачка |
| 1        | Гоц Оксана Іванівна             | 12.11.2015            | вища               | позапартійна           | Тетильківський НВК, вчитель                                |
| 10       | Кондратюк Василь Вікторович     | 01.12.2015            | середня            | позапартійний          | тимчасово не працює                                        |
| 11       | Кандибал Світлана Олександрівна | 12.11.2015            | вища               | позапартійна           | Вілійський НВК, вчитель                                    |
| 6        | Солошенко Ігор Васильович       | 15.02.2016            | вища               | позапартійний          | пенсіонер                                                  |
| 7        | Присяжнюк Ольга Степанівна      | 12.11.2015            | середня            | позапартійна           | секретар сільської ради                                    |
| 8        | Галаган Марія Кузьмівна         | 12.11.2015            | вища               | позапартійна           | Тетильківський НВК, директор                               |
| 5        | Волинець Михайло Павлович       | 12.11.2015            | середня спеціальна | позапартійний          | водій шкільного автобуса                                   |
| 3        | Садовський Анатолій Васильович  | 12.11.2015            | середня            | позапартійний          | тимчасово не працює                                        |
| 2        | Шушвар Галина Сергіївна         | 12.11.2015            | середня            | позапартійна           | тимчасово не працює                                        |